# Dendrophthora cupressoides
Dendrophthora cupressoides là một loài thực vật có hoa trong họ Santalaceae. Loài này được (Macfad.) Eichler mô tả khoa học đầu tiên năm 1868.